# Академічне веслування на літніх Олімпійських іграх 1960
Змагання з академічного веслування на літніх Олімпійських іграх 1960 тривали з 30 серпня до 3 вересня на Альбанському озері. Розіграно 7 комплектів нагород, лише серед чоловіків.

## Медальний залік

### Чоловіки
| Дисципліни                       | Золото | Срібло | Бронза |
| -------------------------------- | --- | --- | --- |
| Парні одиночки                   | В'ячеслав Іванов (URS) | Ахім Гілль (EUA) | Теодор Коцерка (POL) |
| Парні двійки                     | Вацлав Козак і Павел Шмідт (TCH) | Олександр Беркутов і Юрій Тюкалов (URS)                                                                                                | Ернст Гюрліманн і Рольф Лархер (SUI) |
| Розпашні двійки без стернового   | Валентин Борейко і Олег Голованов (URS) | Йозеф Клоймштайн і Альфред Заґедер (AUT)                                                                                               | Велі Легтеля і Тоймі Піткянен (FIN) |
| coxed pairs                      | Об'єднана німецька команда (EUA) Бернгард Кнубель Гайнц Реннеберґ Клаус Церта                                                                                       | СРСР (URS) Антанас Багдонавічюс Зігмас Юкна Ігор Рудаков                                                                               | США (USA) Річард Дреґер Конн Фіндлі Кент Мітчелл                                                                                              |
| Розпашні четвірки без стернового | США (USA) Артур Еро Тед Неш Джон Сейр Расті Вейлз | Італія (ITA) Тулліо Баралья Ренато Бозатта Джанкарло Кроста Джузеппе Галанте                                                           | СРСР (URS) Ігор Ахремчик Юрій Бачуров Валентин Морковкін Анатолій Тарабрін                                                                    |
| Розпашні четвірки зі стерновим   | Об'єднана німецька команда (EUA) Ґерд Цінтль Горст Ефферц Клаус Рікеманн Юрґен Ліц Міхаель Обст                                                                     | Франція (FRA) Роберт Дюмонтуа Клод Мартен Жак Морель Гі Носбом Жан Клен                                                                | Італія (ITA) Фульвіо Балатті Романо Сгейц Франко Трінкавеллі Джованні Дзуккі Іво Стефаноні                                                    |
| Вісімки                          | Об'єднана німецька команда (EUA) Манфред Рульффс Вальтер Шредер Франк Шепке Крафт Шепке Карл-Гайнріх фон Ґроддек Карл-Гайнц Гопп Клаус Біттнер Ганс Ленк Віллі Падж | Канада (CAN) Доналд Арнолд Волтер Д'Ондт Нелсон Кун Джон Лекі Девід Андерсон Арчібалд Мак-Кіннон Вілл Мак-Керліх Ґлен Мервін Соен Білн | Чехословаччина (TCH) Богуміл Яноушек Ян Їндра Їржі Лундак Станіслав Луск Вацлав Павкович Лудек Поєзний Ян Шведа Йозеф Вентус Мірослав Конічек |

## Країни, що взяли участь
Змагалися 410 веслувальників з 33-х країн:
- Аргентина (9)
- Австралія (25)
- Австрія (10)
- Бельгія (5)
- Бразилія (5)
- Канада (15)
- Чехословаччина (22)
- Данія (16)
- Іспанія (18)
- Фінляндія (12)
- Франція (16)
- Велика Британія (26)
- Об'єднана німецька команда (26)
- Греція (6)
- Угорщина (9)
- Італія (26)
- Японія (14)
- Мексика (2)
- Нідерланди (13)
- Норвегія (2)
- Нова Зеландія (1)
- Перу (2)
- Польща (5)
- Португалія (5)
- Румунія (8)
- Південно-Африканська Республіка (5)
- Швейцарія (18)
- Швеція (12)
- СРСР (25)
- Об'єднана Арабська Республіка (9)
- США (26)
- Уругвай (5)
- Югославія (12)

## Таблиця медалей
| Місце               | Країна                           | Золото | Срібло | Бронза | Загалом |
| ------------------- | -------------------------------- | ------ | ------ | ------ | ------- |
| 1                   | Об'єднана німецька команда (EUA) | 3      | 1      | 0      | 4       |
| 2                   | СРСР (URS)                       | 2      | 2      | 1      | 5       |
| 3                   | США (USA)                        | 1      | 0      | 1      | 2       |
| 3                   | Чехословаччина (TCH)             | 1      | 0      | 1      | 2       |
| 5                   | Італія (ITA)                     | 0      | 1      | 1      | 2       |
| 6                   | Австрія (AUT)                    | 0      | 1      | 0      | 1       |
| 6                   | Канада (CAN)                     | 0      | 1      | 0      | 1       |
| 6                   | Франція (FRA)                    | 0      | 1      | 0      | 1       |
| 9                   | Польща (POL)                     | 0      | 0      | 1      | 1       |
| 9                   | Фінляндія (FIN)                  | 0      | 0      | 1      | 1       |
| 9                   | Швейцарія (SUI)                  | 0      | 0      | 1      | 1       |
| Загалом (11 збірна) | Загалом (11 збірна)              | 7      | 7      | 7      | 21      |

## Нотатки
- Суперечливі джерела: згідно з деякими джерелами в складі збірної Канади у змаганнях вісімок срібну медаль здобув Лорн Лумер[2]. Утім, за іншими джерелами Лумер змагався в розпашних двійках без стернового, а в змаганнях вісімок його замінив Девід Андерсон[3][4][5].